# BladeScan AHS
BladeScan AHS – opracowany przez japońską markę Lexus system oświetlenia adaptacyjnego. Układ bazuje na modułach z szybkoobrotowymi zwierciadłami, które odpowiednio kierują wiązkę światła, co razem z dynamicznym włączaniem i wyłączaniem diod LED umożliwia zaciemnienie wybranych obszarów, przy jednoczesnym doświetlaniu innych. Zadaniem systemu jest dobre oświetlenie drogi przed samochodem, przy jednoczesnym nieoślepianiu innych kierowców. Aby wykrywać światła innych pojazdów, układ korzysta z kamery. System zadebiutował w Lexusie RX.
BladeScan AHS oferuje precyzję snopa światła na poziomie 0,7 stopnia, kiedy w przypadku klasycznego układu AHS (Adaptive High-beam System) wynosi ona 1,7 stopnia. Zastosowanie nowego systemu pozwoliło również zmniejszyć liczbę źródeł światła LED z 24 do 10, co redukuje koszty. BladeScan AHS zapewnia także lepszą widoczność względem tradycyjnego układu AHS - w przypadku Lexusa RX widoczność pieszych na skraju jezdni wzrosła z 32 do 56 m. W 2020 roku Lexus wprowadził rozwiązanie do kolejnego modelu – limuzyny LS.  